# Haemulon boschmae
Haemulon boschmae är en fiskart som först beskrevs av Metzelaar, 1919.  Haemulon boschmae ingår i släktet Haemulon och familjen Haemulidae. Inga underarter finns listade i Catalogue of Life.